# Newtonmeter
Der oder das Newtonmeter ist die SI-Einheit für die vektorielle Größe Drehmoment sowie für die skalaren Größen Energie und Arbeit (insbesondere mechanische Energie und Arbeit). Für Energie und Arbeit, nicht aber für Drehmoment, kann äquivalent der Name „Joule“ verwendet werden.
Das Einheitenzeichen für das Newtonmeter ist N m oder N·m. Nach den Formatierungsregeln des Internationalen Einheitensystems müssen die beiden Einheitenzeichen N und m stets durch einen Zwischenraum oder einen Multiplikationspunkt getrennt werden, in der Praxis wird dieses Leerzeichen jedoch meist nicht verwendet. Die Reihenfolge der Faktoren soll nicht vertauscht werden, um eine Verwechslung mit mN = Millinewton auszuschließen.

## Drehmomenteinheit
Ein Newtonmeter ist der Betrag des Drehmoments {\displaystyle {\vec {M}}}, das eine Kraft {\displaystyle {\vec {F}}} von einem Newton bei einem Hebelarm {\displaystyle {\vec {r}}} von einem Meter erzeugt, wenn der Hebelarm senkrecht zur Kraft steht.
{\displaystyle {\vec {M}}={\vec {r}}\times {\vec {F}}}

## Energieeinheit
Ein Newtonmeter ist die mechanische Arbeit {\displaystyle W}, die verrichtet wird, wenn der Angriffspunkt einer Kraft von einem Newton entlang ihrer Wirkungslinie {\displaystyle {\vec {s}}} um einen Meter verschoben wird. Die Wegstrecke liegt hier, im Gegensatz zum Fall des Drehmoments, in der gleichen Richtung wie die Kraft:
{\displaystyle W={\vec {F}}\cdot {\vec {s}}}
Als Energieeinheit trägt der Newtonmeter den speziellen Namen Joule (J): {\displaystyle \mathrm {1\,J=1\,N\,m} }. Der Name „Joule“ wird für Größenangaben von Arbeit und Energie weit häufiger verwendet als „Newtonmeter“; für Drehmomente darf er nicht verwendet werden.

## Umrechnungsfaktoren
Die Einheiten sind mit verschiedenen Vorsätzen für Maßeinheiten (SI-Präfixen) in Verwendung. Neben der SI-Einheit N m sind noch gebräuchlich (aber nicht bzw. nicht mehr gesetzliche Einheiten im deutschen Sprachraum):
- {\displaystyle \mathrm {1\,N\,m=0{,}7375621\,ft\cdot lb} } (Foot · Pound) – angloamerikanisches Maßsystem
- {\displaystyle \mathrm {9{,}80665\,N\,m=1\,kp\cdot m} } (Kilopond · Meter) – technisches Maßsystem